# بالافي شاه
بالافي شاه (بالإنجليزية: Pallavi G. Shah)‏ هي لاعبة شطرنج هندية، ولدت في 1979.

## وصلات خارجية
- بالافي شاه على موقع الاتحاد الدولي للشطرنج (الإنجليزية)
- بالافي شاه على موقع مباريات الشطرنج (الإنجليزية)
- بالافي شاه على موقع 365Chess.com (الإنجليزية)
- بالافي شاه على موقع Chesstempo.com (الإنجليزية)
- بالافي شاه سجل أولمبياد الشطرنج للسيدات على موقع OlimpBase.org (الإنجليزية)